# 19446 Muroski
19446 Muroski este un asteroid din centura principală de asteroizi.

## Descriere
19446 Muroski este un asteroid din centura principală de asteroizi. A fost descoperit pe 31 martie 1998 la Socorro, New Mexico, în cadrul proiectului LINEAR. Asteroidul prezintă o orbită caracterizată de o semiaxă mare de 2,39 ua, o excentricitate de 0,19 și o înclinație de 4,4° în raport cu ecliptica.